# Interaktive Kataloge der Münzkabinette
Die Interaktiven Kataloge der Münzkabinette (IKMK) bestehen aus dem  Interaktiven Katalog des Münzkabinetts der Staatlichen Museen zu Berlin, ihrem vormals einzigen Bestandteil, sowie denen von mehr als 30 weiteren Partnern aus Deutschland, Österreich, der Schweiz und Griechenland. Mit dem Stand 5. November 2023 greift das gemeinsame Portal auf Datensätze von 128.158 Objekten – Münzen, Medaillen und Papiergeld – zu. Die ständig erweiterte Datenbank hat derzeit ein Potential von 1,38 Millionen Originalobjekten sowie mehreren hunderttausend wissenschaftshistorisch bedeutsamen Kopien und Abformungen.

## Geschichte
Der Beginn der Digitalisierung der Sammlung des Berliner Münzkabinetts begann im Jahr 2004, als Mittel, die bei einem anderen Projekt eingespart wurden, in ein Projekt umgeleitet wurden, bei dem eine Software zum Erfassen und zur Präsentation – zunächst im Rahmen der ständigen Ausstellung im Bode-Museum – geschrieben werden sollte. In Absprache mit der IT-Abteilung der Staatlichen Museen übernahm diese Aufgabe das Ingenieurbüro Dr. Jürgen Freundel. Im Dezember 2005 war die Software so weit, dass mit einer Didrachme aus Tarent der erste Eintrag vorgenommen werden konnte. Da sich der Katalog von Beginn an nicht nur an Fachleute, sondern auch an Laien richten sollte, wurde wenn möglich auf Fremdworte verzichtet und ausführliche Beschreibungen der Münzen gegeben. Auch die Bilder sollten eine möglichst gute Qualität besitzen.
Am 18. Oktober 2006 erfolgte die Freigabe für den Computer des zur Präsentation des Münzkabinetts gehörenden Ausstellungsraumes 246 im Bode-Museum. Hier wurden, über einen Touchscreen ansteuerbar, zunächst nur die etwa 3.500 Münzen der Dauerausstellung gezeigt. Die einzige Zugriffsmöglichkeit war seinerzeit über den touchscreengesteuerten Rechner im Dauerausstellungsraum 246. Im Zuge der Eröffnungspräsentation übernahmen Erivan und Helga Haub mit ihrer gleichnamigen Stiftung die Finanzierung einer erweiterten Online-Version des Katalogs. Ein im Rahmen des Internationalen Museumstags am 20. Mai 2007 im Pergamonmuseum veranstalteten Kolloquiums unter dem Titel „Münzen, Museum, Internet. Rechnergestützte Dokumentationssysteme und Forschungsprojekte im Internet-Zeitalter“ wurde der Katalog mit zu diesem Zeitpunkt 4.532 Objekten online gestellt. Seitdem wird dieser Tag im Münzkabinett jedes Jahr als „Geburtstag“ begangen. Seitdem wuchs der Katalog nicht nur dauerhaft in der Zahl seiner Objekte, sondern auch die Software wird immer wieder – nach wie vor durch das Ingenieurbüro Dr. Jürgen Freundel, was für Kontinuität bei der Weiterentwicklung sorgt – den neueren Entwicklungen angepasst. So wurde beispielsweise eine Interaktive Karte der Münzstätten hinzugefügt, und die Suchmaske wurde dahingehend optimiert, dass sie sowohl für Laien als auch für Fachleute nach jeweiligen Suchparametern brauchbare Ergebnisse liefert. Vor allem in den ersten Jahren seines Bestehens gehörte das Portal aufgrund seiner Vorreiterrolle zu den meist genutzten Online-Angeboten der Staatlichen Museen zu Berlin. Leiter war zunächst bis 2014 Bernd Kluge, seitdem ist es Bernhard Weisser. Weisser ist auch gemeinsam mit Karsten Dahmen der verantwortliche Redakteur. Nach den ersten Jahren erwies die Praxis, dass es sinnvoll war, die Freitextfelder durch normierte Termini zu ersetzen. Die erste solchermassen bereinigte Abteilung war die der über 1.000 Münzherren, welche mit Hilfe von Wikipedianern binnen 48 Stunden mit Links auf die Gemeinsame Normdatei (GND) und auf Wikipedia-Seiten angereichert wurde. Zudem wurden sie mit weiteren Linked-Open-Data-Identifkatoren ergänzt.
Seit 2009 wurden Daten auch bei Portalen wie dem Gemeinsamen Portal für Bibliotheken, Archive und Museen (BAM-Portal) und Europeana eingespeist, wobei die Beteiligung hieran aufgrund der unterschiedlichen Qualität der übrigen Beiträge mittlerweile mit gemischten Gefühlen betrachtet wird. Weitaus erfolgreich war es, die zugrunde liegende Software – die Staatlichen Museen zu Berlin sind immerhin eine föderale Einrichtung – auch anderen Institutionen zur Verfügung zu stellen. Auf dem Berliner Kolloquium 2007 war der mit der Bonner Universitätssammlung eng verbundene Sammler Dieter Bellinger so sehr vom Berliner Konzept angetan, dass er dieses für die Bonner Sammlung adaptierte. Seit Juni 2010 ist diese Sammlung mit 1.390 Objekten vollständig online. Es folgten der Lehrstuhl für Alte Geschichte an der Universität Düsseldorf (Johannes Wienand) und das Archäologische Museum der Universität Münster (Dieter Salzmann, Achim Lichtenberger, Katharina Martin). 2014 schuf sich mit der Münzsammlung des Kunsthistorischen Museums Wien erstmals eine Sammlung außerhalb Deutschlands ihren eigenen IKMK. Ab 2012 entstanden in Berlin auch Spezialportale, die bestimmte Bereiche gesondert hervorhoben, so „Medaillenkunst in Deutschland von 1871 bis heute“ des Berliner Münzkabinetts im Auftrag der Deutschen Gesellschaft für Medaillenkunst, sowie die „Fundmünzen aus Priene“ und das Corpus Nummorum Thracorum/Corpus Nummorum Online und die Fundmünzen aus dem jordanischen Tall Zira’a, einer Grabung des Deutschen Evangelischen Instituts für Altertumswissenschaft des Heiligen Landes. Im Zuge des Russischen Überfalls auf die Ukraine 2022 präsentierte der IKMK eine Auswahl ukrainischer Münzen als Teil der Sichtbarmachung und Bewahrung ukrainischer Kultur.
Im Laufe der Zeit adaptierten immer mehr Sammlungen, vor allem deutscher Universitäten, aber auch außeruniversitäre wie das Herzog Anton Ulrich-Museum in Braunschweig und das Münzkabinett Winterthur die IKMK-Software zur Darstellung ihrer Sammlungen. Stand 2021 nutzten 47 Sammlungen in vier Ländern die Software oder waren in einer Planungsphase zur Einführung. Der Großteil (42) der universitären Sammlungen Deutschlands schloss sich 2015 zu einem gemeinsamen Projekt zusammen, das seit 2017 als Netzwerk universitärer Münzsammlungen in Deutschland (NUMiD) firmiert. Einige Sammlungen, die der Universität Göttingen, der Universität Jena und der Universität Leipzig haben eigene, alternative Digitalisierungskonzepte und sind zwar Teil des NUMiD-Verbundes, nicht aber in das Portal numid.online und damit auch nicht in die IKMK eingebunden. Die Universität Köln beteiligte sich mit ihren 1.150 Münzen umfassenden Bestand des Gemeinsamen Digitalen Münzkabinetts des Historischen Instituts, Abteilung Alte Geschichte, und des Instituts für Altertumskunde, Abteilung Byzantinistik am IKMK, während der Bestand der Abteilung Papyrologie zunächst ein eigenes Portal aufgebaut hatte, mittlerweile aber auf die Normdaten des IKMK zurück greift und somit einen späteren Übergang vorbereitet. Sowohl die NUMiD-Sammlungen als auch die außeruniversitären Sammlungen können seit dem 20. Mai 2021, dem 14. Projektgeburtstag, über ein gemeinsames Webportal erschlossen werden. Am 28. Januar 2022 erfolgte die Aufnahme des 100.000 Objekts, am 3. August 2023 die des 125.125. Seit dem Sommer 2024 gibt es eine Programmierschnittstelle, seit Oktober des Jahres werden Daten via Wikidata verlinkt. Zum Jahresende 2024 gab es mehr als 143.000 Einträge.
Die Datensätze werden je nach Inhalt auch in internationale Projektdatenbanken, wie die von der American Numismatic Society betriebenen Webportale Coinage of the Roman Republic Online, Online Coins of the Roman Empire und PELLA oder der University of Oxford mit Roman Provincial Coinage oder Coin Hoards of the Roman Empire, aber auch die Deutsche Digitale Bibliothek und museum-digital, eingespeist. Im Februar wurde mit Online Coins of Ostrogothic Italy ein weiteres internationales Münzportal unter IKMK-Beteiligung eröffnet, welches sich der ostgotischen Münzen Italiens des 6. Jahrhunderts annimmt.
Stand November 2023 sind folgende Institutionen Partner des Verbundes:
- das Münzkabinett Berlin
- das Netzwerk universitärer Münzsammlungen in Deutschland (NUMiD) mit 42 Münzsammlungen an 34 universitären Standorten
- die Münzsammlung des Herzog-Anton-Ulrich-Museum in Braunschweig
- das Münzkabinett des Kunsthistorischen Museums in Wien,
- das Institut für Numismatik und Geldgeschichte der Universität Wien
- das Münzkabinett der Stadt Winterthur
- die numismatische Sammlung der KIKPE-Stiftung in Athen.

Sprecher des Verbundes sind Bernhard Weisser und Karsten Dahmen (Münzkabinett Berlin), Klaus Vondrovec (Kunsthistorisches Museum Wien) sowie Johannes Wienand (Herzog-Anton-Ulrich-Museum/NUMiD).

## Datenumfang und Datenaufnahme
Der zeitliche Rahmen der präsentierten Objekte reicht vom Beginn der Münzprägung im 6. Jahrhundert v. Chr. bis in die unmittelbare Gegenwart. Seit 2013 sind die Stammdaten normiert. Gezeigt werden möglichst gute Aufnahmen der Vorder- und Rückseite der Münzen, zu denen auch Beschreibungen gegeben werden. Daten werden in 22 Kategorien erfasst. Stand Ende 2022 umfasste die Datenbank mehr als 20.000 numismatisch relevante Konzepte. Bei ihrer zweisprachigen Dokumentation in Deutsch und Englisch orientieren sich die IKMK an dem vom International Committee for Documentation innerhalb des International Council of Museums (ICOM) erarbeiteten CIDOC Reference Model. Die 22 Grundkategorien sind:
| Kategorie                           | Beschreibung | Erklärende Links |
| ----------------------------------- | --- | --- |
| Besitzart                           | Die Art des juristischen Besitzes eines Objektes in der Sammlung, beispielsweise Eigentum, Leihgabe, Fremdbesitz und so weiter. | https://ikmk.smb.museum/ndp/category/possession_kind                                                                |
| Besitzer                            | Der Besitzer der hier unter dieser Bezeichnung genannten Sammlung. | http://d-nb.info/gnd/4144900-9 http://nomisma.org/ontology#Collection https://ikmk.smb.museum/ndp/category/besitzer |
| Gewicht                             | Das Gewicht eines (numismatischen) Objektes. Dieses wird üblicherweise in Gramm (g), meist mit einer, seltener mit zwei Nachkommastellen angegeben. | http://nomisma.org/id/weight https://ikmk.smb.museum/ndp/category/Gewicht                                           |
| Herstellung                         | Das zur Herstellung dieses Objekts verwendete Verfahren (Guß, Prägung und so weiter.). | http://nomisma.org/id/manufacture https://ikmk.smb.museum/ndp/category/herstellungtyp                               |
| Herstellungseigenschaften           | Die in Verbindung mit dem Prozess der Herstellung aufgetretenen besonderen und individuellen Eigenschaften eines numismatischen Objekts wie zum Beispiel Stempelbruch, Schrötlingsriss und so weiter. | http://nomisma.org/ontology#PeculiarityOfProduction https://ikmk.smb.museum/ndp/category/herstellungseigenschaften  |
| Körperschaft                        | Eine private oder öffentliche Körperschaft, die in einer Beziehung zu einem Objekt der Sammlung steht. | http://d-nb.info/gnd/4128521-9 https://ikmk.smb.museum/ndp/category/koerperschaft                                   |
| Land                                | Der Staat bzw. das Land, dem eine (historische) Region zugeordnet ist, und innerhalb dessen Grenzen bestimmte Orte als Münzstätten, Ausgabeorte (für Papiergeld) oder Fundplätze liegen. | http://d-nb.info/gnd/4056618-3 https://ikmk.smb.museum/ndp/category/land                                            |
| Material                            | Das Material, aus dem ein Objekt gefertigt ist. | http://nomisma.org/id/material https://ikmk.smb.museum/ndp/category/material                                        |
| Münzstand                           | Bezeichnung des rechtlichen Status der für die Ausgabe einer Münze, eines Geldscheines oder eines anderen numismatischen Objektes verantwortlichen Person oder Körperschaft. Der Münzstand kann mittels einer zweiten Hierarchieebene erweitert werden (beispielsweise Erzbistum – Erzbistum Köln, Eidgenossenschaft – Kanton Graubünden und so weiter.). | http://nomisma.org/id/authority https://ikmk.smb.museum/ndp/category/muenzstand                                     |
| Nominal                             | Bezeichnung der Wertstufe eines Geldstückes oder Papiergeldscheines innerhalb eines bestimmten Währungssystems. | http://nomisma.org/id/denomination https://ikmk.smb.museum/ndp/category/nominal                                     |
| Objektstatus                        | Beschreibung zum Zustand bzw. der Verfügbarkeit des hier beschriebenen Objekts, beispielsweise vorhanden, beschädigt, gestohlen und so weiter. | https://ikmk.smb.museum/ndp/category/object_status                                                                  |
| Ort                                 | Bezeichnung eines Ortes, der als Münzstätte, Ausgabeort oder Fundplatz eines numismatischen Objektes in Erscheinung tritt. | http://d-nb.info/gnd/4172855-5 https://ikmk.smb.museum/ndp/category/ort                                             |
| Periode                             | Ein Zeitabschnitt oder ein Epochenbegriff, der hier zur Beschreibung eines bestimmten Zeitraums der menschlichen Geschichte beziehungsweise einer Kunstepoche benutzt wird. | http://d-nb.info/gnd/4138024-1 https://ikmk.smb.museum/ndp/category/periode                                         |
| Person                              | Eine Person, die in einer näher zu bezeichnenden Beziehung oder Rolle zu einem bestimmten numismatischen Objekt steht. Über Wikidata kann hier auch auf weitere Informationen in anderen Sprachen als Deutsch und Englisch verwiesen werden. | http://d-nb.info/gnd/4332185-9 https://ikmk.smb.museum/ndp/category/person                                          |
| Region                              | Eine historische oder moderne Region innerhalb eines bestimmten modernen Staates. | http://d-nb.info/gnd/4049029-4 http://nomisma.org/ontology#Region https://ikmk.smb.museum/ndp/category/region       |
| Sachbegriff                         | Bezeichnung zur Art eines numismatischen Objektes, also Münze, Medaille, Marke und so weiter. | http://nomisma.org/id/object_type https://ikmk.smb.museum/ndp/category/sachbegriff                                  |
| sekundäres Merkmal                  | Die einem Objekt nach dem eigentlichen Herstellungsprozess beigebrachte Manipulation in Gestalt von beispielsweise Lochung, Fassung, Erasion, Gegenstempelung und so weiter. | http://nomisma.org/ontology#SecondaryTreatment https://ikmk.smb.museum/ndp/category/secondaryTreatment              |
| Stempelstellung                     | Das Verhältnis von Vorder- zu Rückseite einer (geprägten) Münze oder Medaille. Angegeben wird entweder gemäß dem Ziffernblatt einer Uhr (von 1 bis 12 h [Uhr]) oder in Gradzahlen eines Kreises (von 1 bis 360 Grad). | http://nomisma.org/id/axis https://ikmk.smb.museum/ndp/category/Orientation                                         |
| Typ für Personen und Körperschaften | Bezeichnung zur Beschreibung der Beziehung oder Rolle, in der eine Person oder Körperschaft zu einem bestimmten numismatischen Objekt steht, also beispielsweise Münzherr, Dargestellter, Vorbesitzer und so weiter. | https://ikmk.smb.museum/ndp/category/persontype                                                                     |
| Typenquelle                         | Eine Webseite oder ein Webportal, welches zu einem bestimmten Sachgebiet oder für eine Sammlung die jeweiligen Objekte erschließt. Es existieren Typenportale wie beispielsweise OCRE (Online Coins of the Roman Empire) als digitale Version der gedruckten Bände der Roman Imperial Coinage (RIC), die bestimmte Münztypen in der durch die Buchvorlage vorgegebenen Systematik präsentieren, sowie auch rein digitale Portale ohne gedruckte Vorlage (CNT/Corpus Numorum Thracorum, CHRE/Coin Hoards of the Roman Empire) neben Sammlungsdatenbanken der verschiedenen Museen und musealen Einrichtungen wie etwa ikmk.at (Interaktiver Katalog des Münzkabinetts des Kunsthistorischen Museums in Wien). | https://ikmk.smb.museum/ndp/category/typenquelle                                                                    |
| Währung                             | Das System von Vielfachen und Teilwerten (Nominalstufen) innerhalb eines bestimmten numismatischen Wertesystems von gesetzlichen Zahlungsmitteln, beispielsweise Cent und Dollar, Penny und Pfund. | http://nomisma.org/id/currency https://ikmk.smb.museum/ndp/category/waehrung                                        |
| Zugangsart                          | Art und Weise des Zugangs (Erwerbungsart) eines Objektes in eine Sammlung. Dies kann durch Kauf, Schenkung und andere geschehen. Auch die negative Aussage (Zugang ungeklärt) bei vielen historischen Zugängen wird erfasst. | http://d-nb.info/gnd/4345924-9 https://ikmk.smb.museum/ndp/category/zugangsart                                      |

Zudem wird die wichtigste Literatur zu den Objekten angegeben. Von Beginn an herrschte bei der Objektaufnahme das Vier-Augen-Prinzip. Es wurde von Beginn des Projektes an mit etwa einer Stunde Arbeit für die Aufnahme eines Objektes gerechnet, wobei insbesondere die Literaturrecherche diesen Zeitrahmen oft sprengt. Wichtig war von Beginn an eine genaue Vorstellung darüber, was man wie aufnehmen wollte, da eine Nachqualifikation der Datensätze insbesondere bei der stark zunehmenden Zahl an Datensätzen zunehmend aufwändiger wurde. Während die Bestände kleinerer Universitätssammlungen zum Teil schon komplett aufgenommen sind oder deren Bearbeitung eine überschaubare Zeit in Anspruch nehmen wird, sind größere Sammlungen, insbesondere die des Berliner Münzkabinetts mit ihren 540.000 Originalen, darauf angewiesen, ihren Sammlungen projektbezogen zu bearbeiten. Diese Projekte bestimmen dann auch die zu bearbeitenden Objekte. Daneben kann man auch über „Münzpatenschaften“ die Aufnahme einzelner Stücke finanzieren helfen. Derzeit werden zwei verschiedene Datensatz-Modelle verwendet. Bei Kompletteinträgen (grüne Einträge) wird von einer Bearbeitungszeit von einer Stunde pro Datensatz ausgegangen, bei Basiseinträgen (gelbe Einträge) von einer halben Stunde. Letztere enthalten, im Gegensatz zum regulären Kompletteintrag mit der vollständigen numismatische Dokumentation mit über 70 Parameter, nur die Objektkerndaten (Gewicht, Durchmesser, Stempelstellung). Ziel ist eine schnellere Aufnahme des Bestandes, wobei weiterhin die Präsentation kompletter Datensätze das langfristige Ziel ist.
Die Daten, einschließlich der Bilder, stehen unter der individuellen Creative-Commons-Lizenz des jeweiligen Datenbeiträgers. Die meisten, aber nicht alle, Abbildungen von Objekten wurden unter einer Public Domain Mark 1.0 Universell veröffentlicht, beziehungsweise im Rahmen einer Öffnungsinitiative der Staatlichen Museen vom Münzkabinett in Berlin für dessen Sammlung umgesetzt.
Ein wesentliches Werkzeug und elementarer Teil der IKMK-Architektur ist das Normdatenportal des Münzkabinetts (NDP). Hier werden die für eine Beschreibung benötigten Konzepte vorgehalten und bei Bedarf neu angelegt und mit Linked-Open-Data-Identifikatoren angereichert. Die Konzeptdaten sind über die interne Datenbanksoftware bei den lokalen IKMKs jeweils aktuell hinterlegt und auch von dritter Seite frei über das Normdatenportal zugänglich. Zudem sind die Konzepte nach Möglichkeit mit jenen der internationalen numismatischen Konzeptdatenbank nomisma.org verknüpft. Seit Juli 2019 gibt es ein eigenes Portal für die Pflege der Normdaten. Für die ihren Sammlungsbestand betreffende Datenpflege sind die jeweiligen Sammlungen selbst verantwortlich, das Hosting der Daten sowie die Zur-Verfügung-Stellung, Pflege und Weiterentwicklung der Software obliegt dem Berliner Münzkabinett. Auch die Redaktion und Pflege der Normdaten im Normdatenportal für ikmk.net geschieht dort, Verantwortlicher Redakteur ist auch hier Karsten Dahmen.